# Škoda 16T

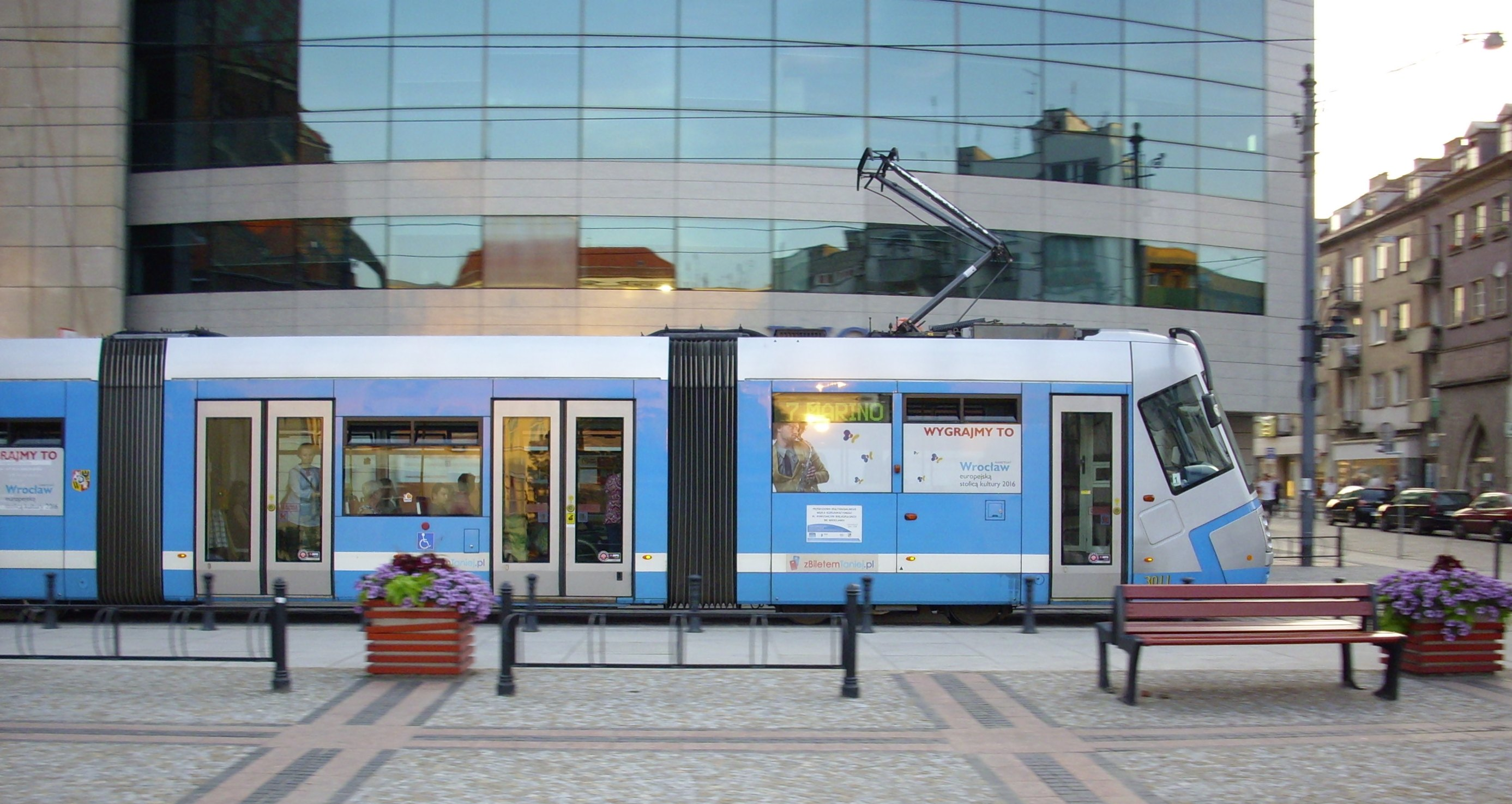
Tramwaj Skoda 16T na ulicy Szewskiej.

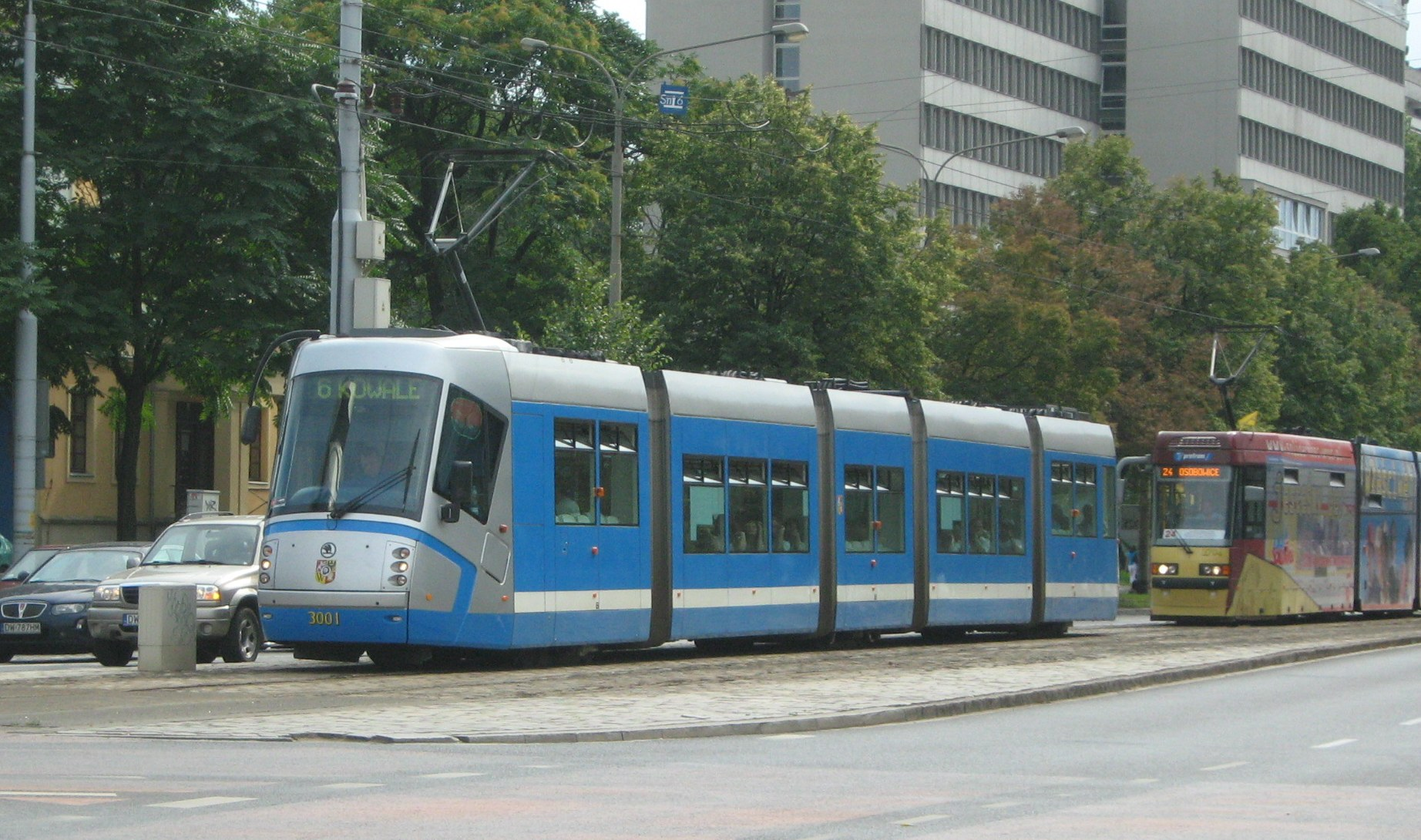
Lewa strona pojazdu

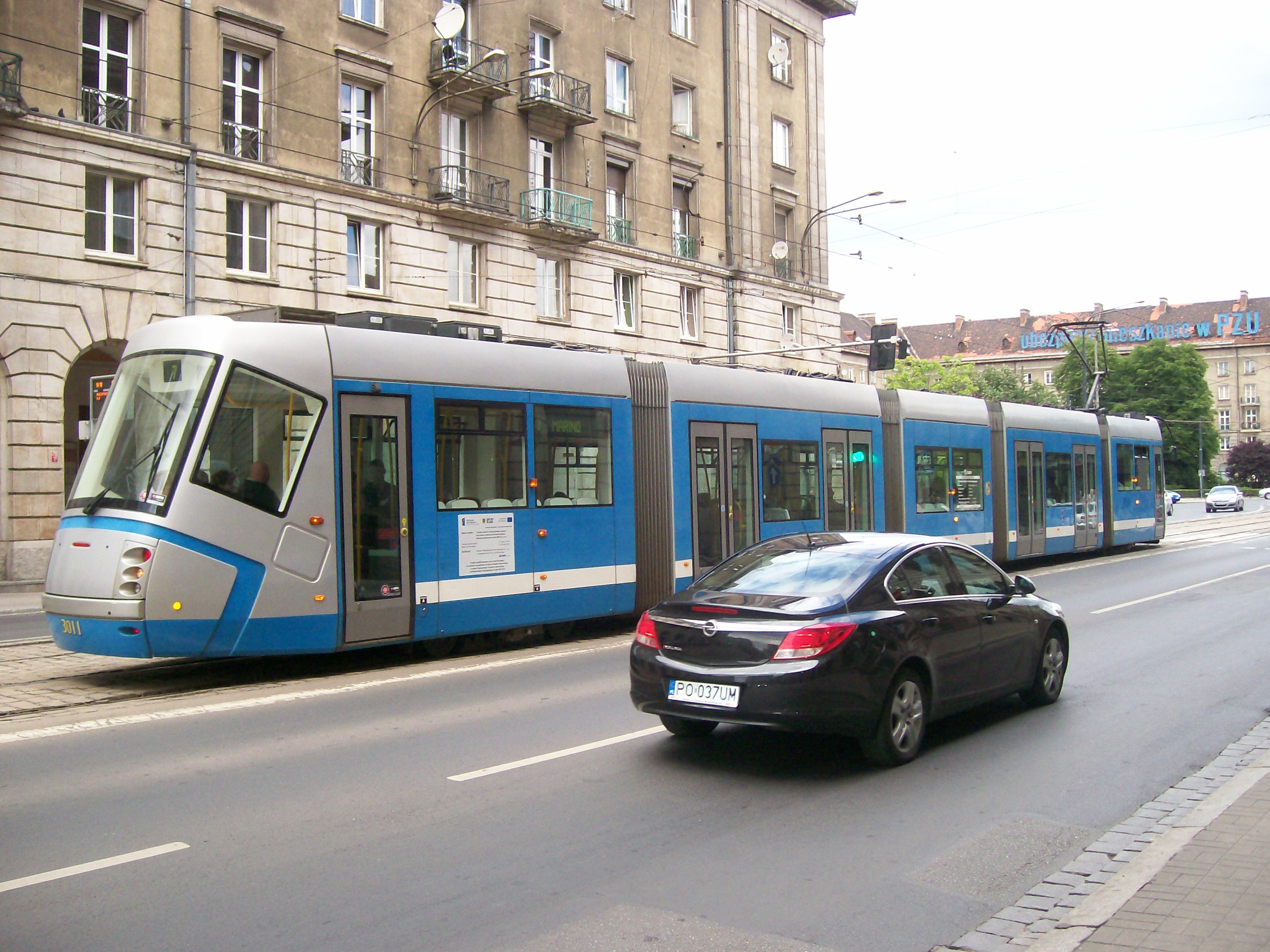
Tramwaj od tyłu

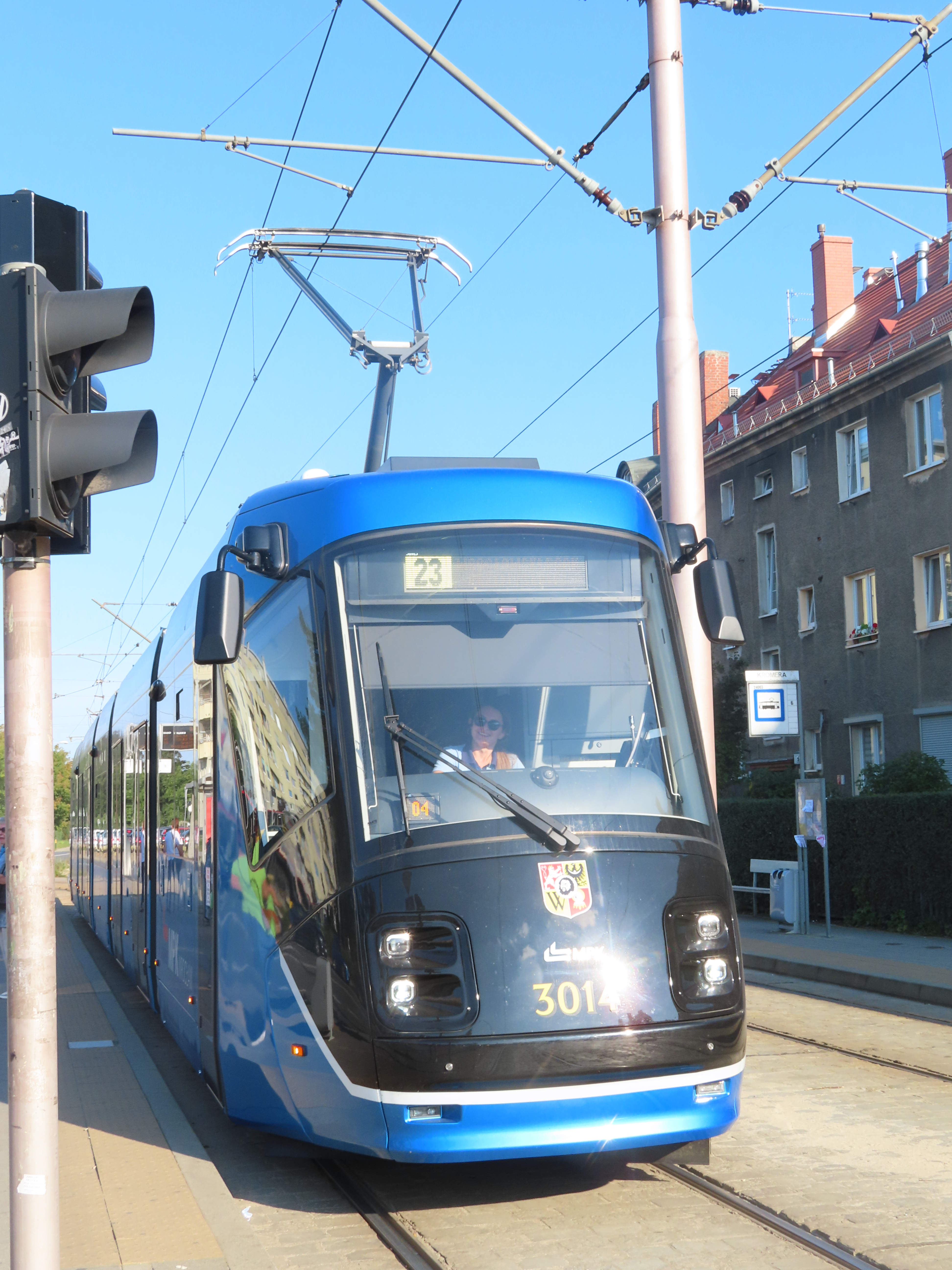
Czoło po modernizacji

Škoda 16T – tramwaj produkowany w latach 2006–2007 w zakładach Škoda Transportation w Pilźnie w Czechach, z rodziny tramwajów Elektra. Wyprodukowano tylko 17 sztuk, z przeznaczeniem dla Wrocławia.

## Konstrukcja
Tramwaj ten oparty jest konstrukcyjnie na tramwaju Škoda 14T dla Pragi, wywodzącym się z kolei z prototypowego modelu Škoda 05T. Jest pięcioczłonowym tramwajem niskopodłogowym z 65% niskiej podłogi w środkowych członach. Pudło oparte jest na trzech dwuosiowych sztywnych wózkach pod członami 1, 3 i 5. Dwa skrajne wózki wyposażone są w dwa trójfazowe, asynchroniczne silniki zasilane przez chłodzone powietrzem falowniki IGBT, a środkowy jest toczny. Dzięki rezygnacji z wózka napędowego pod środkowym członem, możliwej dzięki stosunkowo płaskiemu profilowi tras we Wrocławiu, udało się zwiększyć długość niskiej podłogi w porównaniu z tramwajem 14T. Tramwaj posiada elektrohydrauliczny hamulec tarczowy, elektromagnetyczny hamulec szynowy oraz trakcyjny (z odzyskiem energii lub wytracaniem jej w rezystorach). Siedzenia w 1., 3. i 5. członie ustawione są bokiem do kierunku jazdy, tyłem do okien. Istnieje tylko jedno miejsce na wózki, naprzeciwko drugich drzwi; tam też jest wysuwana elektrycznie rampa dla wózków inwalidzkich, aczkolwiek jej wykorzystanie z uwagi na kąt wychylenia możliwe jest tylko na przystankach wyposażonych w podwyższone perony. Tramwaj posiada cztery pary drzwi dwuskrzydłowych (w członach 2 i 4) i dwoje drzwi jednoskrzydłowych (w członach 1 i 5). Wygląd pudła wagonu zaprojektowany został przez studio Porsche Design. Tramwaj wyposażony jest w jeden pantograf, dodatkowo posiada funkcję jazdy do kilkuset metrów przy użyciu akumulatorów. W skład wyposażenia wchodzi komputer pokładowy i tempomat.
Zbliżony konstrukcyjnie i o podobnym wyglądzie jest tramwaj dla Pragi (Škoda 14T) i wersja dwukierunkowa dla Wrocławia – Škoda 19T.

## Eksploatacja
W marcu 2005 «MPK Wrocław» podpisało ze spółką «Škoda Transportation» umowę na dostawę ośmiu sztuk. W listopadzie 2005 spółka z Pilzna podpisała następną umowę, dzięki której powiększyła dostawę o kolejnych dziewięć wozów. Zamówione do Wrocławia 16T posiadały 38-miesięczną gwarancję, a jeden wagon kosztował 1,72 mln euro.
Pierwszy wagon przybył do Wrocławia 22 grudnia 2006 roku, a ostatni (siedemnasty) w listopadzie 2007. 23 marca 2007 roku dwa pierwsze wozy (o numerach taborowych 3001 i 3002) wyruszyły na jazdę liniową. Daty dostarczenia wozów i rozpoczęcia ich eksploatacji zamieszczone są w tabelce poniżej. Wdrożenie do eksploatacji tramwajów o szerokości pudła większej o 6 cm od typowych Konstal 105Na wymagało odsunięcia krawężników na peronach niektórych przystanków.
Warunki dofinansowania zakupu ze środków Unii Europejskiej w ramach ZPORR, w związku z programami przebudowy ulic, zobowiązały MPK do wysyłania wagonów o numerach 3001–3008 na linię średnicową przebiegającą ul. Szewską (linia 6, 7), natomiast wozów z drugiego przetargu (3009–3017) na linię tramwajową przechodzącą przez pl. Powstańców Wielkopolskich (linia 7). W związku z remontami, używane były jednak tymczasowo także na linii nr 2. Po wygaśnięciu 5-letnich ograniczeń Škody 16T jeżdżą na różnych liniach.
Tramwaje typu 16T były w chwili dostawy nowoczesną konstrukcją pod względem technicznym, cechują się dobrą ergonomią stanowiska pracy motorniczego. Przyjęty układ konstrukcyjny, z trzema sztywnymi wózkami i znacznie większym od dotychczas eksploatowanych tramwajów naciskiem na oś (6,23 Mg), jest jednak krytykowany z powodu szarpania na ostrych zakrętach i podczas jazdy na śliskich szynach, a także powodowania przyspieszonego niszczenia torowisk, w tym łuków. Plusem z punktu widzenia pasażerów jest znaczna liczba miejsc siedzących, jednakże z drugiej strony umieszczenie części siedzeń plecami do okien, w pewnym oddaleniu od okien, wiąże się z utrudnieniem w przejściu pasażerów przez środek z uwagi na kolana osób siedzących, a także z ograniczeniem miejsca dla stojących pasażerów. Wydajne jest ogrzewanie, natomiast niewystarczająca jest wentylacja latem, tylko za pomocą okien uchylnych (jedynie kabina motorniczego wyposażona jest w klimatyzację).
W czerwcu 2020 «MPK Wrocław» podpisało umowę z firmą «Saatz» na remont kapitalny wszystkich 17 składów. Obejmował on m.in. montaż klimatyzacji, oświetlenia LED, przerobienie elektrycznego mechanizmu wysuwania platformy na mechaniczny, kompleksowy remont części mechanicznej i elektrycznej (w tym wymianę wiązek przewodów i pantografu), aktualizację oprogramowania oraz zmianę zewnętrznego wyglądu. 29 marca 2021 pierwszy wyremontowany tramwaj wrócił do przewoźnika.

### Wozy
| Lp. | Numer taborowy | Numer fabryczny | Dostarczony | Początek eksploatacji liniowej |
| --- | -------------- | --------------- | ----------- | ------------------------------ |
| 1.  | 3001           | 9450            | 2006-12-22  | 2007-03-23                     |
| 2.  | 3002           | 9451            | 2007-01-11  | 2007-03-23                     |
| 3.  | 3003           | 9452            | 2007-03-09  | 2007-03-26                     |
| 4.  | 3004           | 9453            | 2007-03-21  | 2007-03-26                     |
| 5.  | 3005           | 9454            | 2007-03-30  | 2007-04-17                     |
| 6.  | 3006           | 9455            | 2007-04-13  | 2007-04-19                     |
| 7.  | 3007           | 9456            | 2007-04-21  | 2007-05-02                     |
| 8.  | 3008           | 9457            | 2007-05     | 2007-05-07                     |
| 9.  | 3009           | 9503            | 2007-07-11  | 2007-08                        |
| 10. | 3010           | 9504            | 2007-07-14  | 2007-08                        |
| 11. | 3011           | 9505            | 2007-07-25  | 2007-08                        |
| 12. | 3012           | 9506            | 2007-08-02  | 2007-08                        |
| 13. | 3013           | 9507            | 2007-09-13  | 2007-10-30                     |
| 14. | 3014           | 9508            | 2007-10     | 2007-10-31                     |
| 15. | 3015           | 9509            | 2007-10     | 2007-11-01                     |
| 16. | 3016           | 9510            | 2007-10-25  | 2007-12-23                     |
| 17. | 3017           | 9511            | 2007-11     | 2007-12-22                     |